# Doryrhamphus janssi
Doryrhamphus janssi és una espècie de peix de la família dels singnàtids i de l'ordre dels singnatiformes.

## Morfologia
- Els mascles poden assolir 14 cm de longitud total.[1][2]

## Reproducció
És ovovivípar i el mascle transporta els ous en una bossa ventral, la qual es troba a sota de la cua.

## Hàbitat
És un peix marí de clima tropical i associat als esculls de corall que viu entre 0-35 m de fondària.

## Distribució geogràfica
Es troba des del Golf de Tailàndia fins a Salomó, les Filipines, Queensland (Austràlia) i Micronèsia (Palau i Truk).